# Едсон (Алберта)
Едсон (енгл. Edson) је варош у централном делу канадске провинције Алберта и део је статистичке регије Централна Алберта. Варош је смештена 192 км западно од административног центра провинције Едмонтона. 
Насеље основано у долини реке Маклауд као Хедервуд 1911. је променило име у Едсон а исте године је добило и статус службене вароши у Алберти. Привреда почива на експлоатацији угља, нафте и земног гаса. Захваљујући великом шумском богатству у околним тајгама експлоатација дрвета представља такође веома важан извор прихода. 
Према резултатима пописа становништва из 2011. у варошици је живело 8.475 становника у 3.701 домаћинству, што је за 4,7% више у односу на попис из 2006. када је регистровано 8.098 житеља.

## Становништво
| 1996. | 2001. | 2006. | 2011. | 2016. |
| ----- | ----- | ----- | ----- | ----- |
| 7.399 | 7.585 | 8.098 | 8.475 | 8.414 |